# Farino
Farino ist eine Gemeinde in der Südprovinz in Neukaledonien. Sie liegt auf der Hauptinsel Grande Terre. Die Orte in Farino sind: Fonwhary und Farino (Hauptort). Sie ist die bevölkerungsmäßig kleinste Gemeinde Neukaledoniens und wurde 1911 von Siedlern aus Korsika gegründet, die in der Umgebung seit 1890 Kaffee anbauen. Der Ortsname soll sich von dem korsischen Dorf Farinole ableiten.
Die größte Erhebung ist der Pic Vincent mit 850 m. In Farino befindet sich der Eingang zum Provinz-Naturpark Parc Provincial des Grandes Fougères.

## Bevölkerung
| Bevölkerungsentwicklung in Farino | Bevölkerungsentwicklung in Farino | Bevölkerungsentwicklung in Farino | Bevölkerungsentwicklung in Farino | Bevölkerungsentwicklung in Farino | Bevölkerungsentwicklung in Farino | Bevölkerungsentwicklung in Farino | Bevölkerungsentwicklung in Farino | Bevölkerungsentwicklung in Farino | Bevölkerungsentwicklung in Farino | Bevölkerungsentwicklung in Farino | Bevölkerungsentwicklung in Farino |
| --------------------------------- | --------------------------------- | --------------------------------- | --------------------------------- | --------------------------------- | --------------------------------- | --------------------------------- | --------------------------------- | --------------------------------- | --------------------------------- | --------------------------------- | --------------------------------- |
| Jahr                              | 1956                              | 1963                              | 1969                              | 1976                              | 1983                              | 1989                              | 1996                              | 2004                              | 2009                              | 2014                              | 2019                              |
| Einwohner                         | 142                               | 172                               | 161                               | 194                               | 253                               | 237                               | 279                               | 459                               | 598                               | 612                               | 712                               |

| Ethnische Verteilung | Ethnische Verteilung | Ethnische Verteilung | Ethnische Verteilung | Ethnische Verteilung |
| -------------------- | -------------------- | -------------------- | -------------------- | -------------------- |
| Kanaken              | Europäer             | Gemischt             | Polynesier           | Andere               |
| 10,8 %               | 46,3 %               | 22,4 %               | 4,9 %                | 15,4 %               |

## Kultur

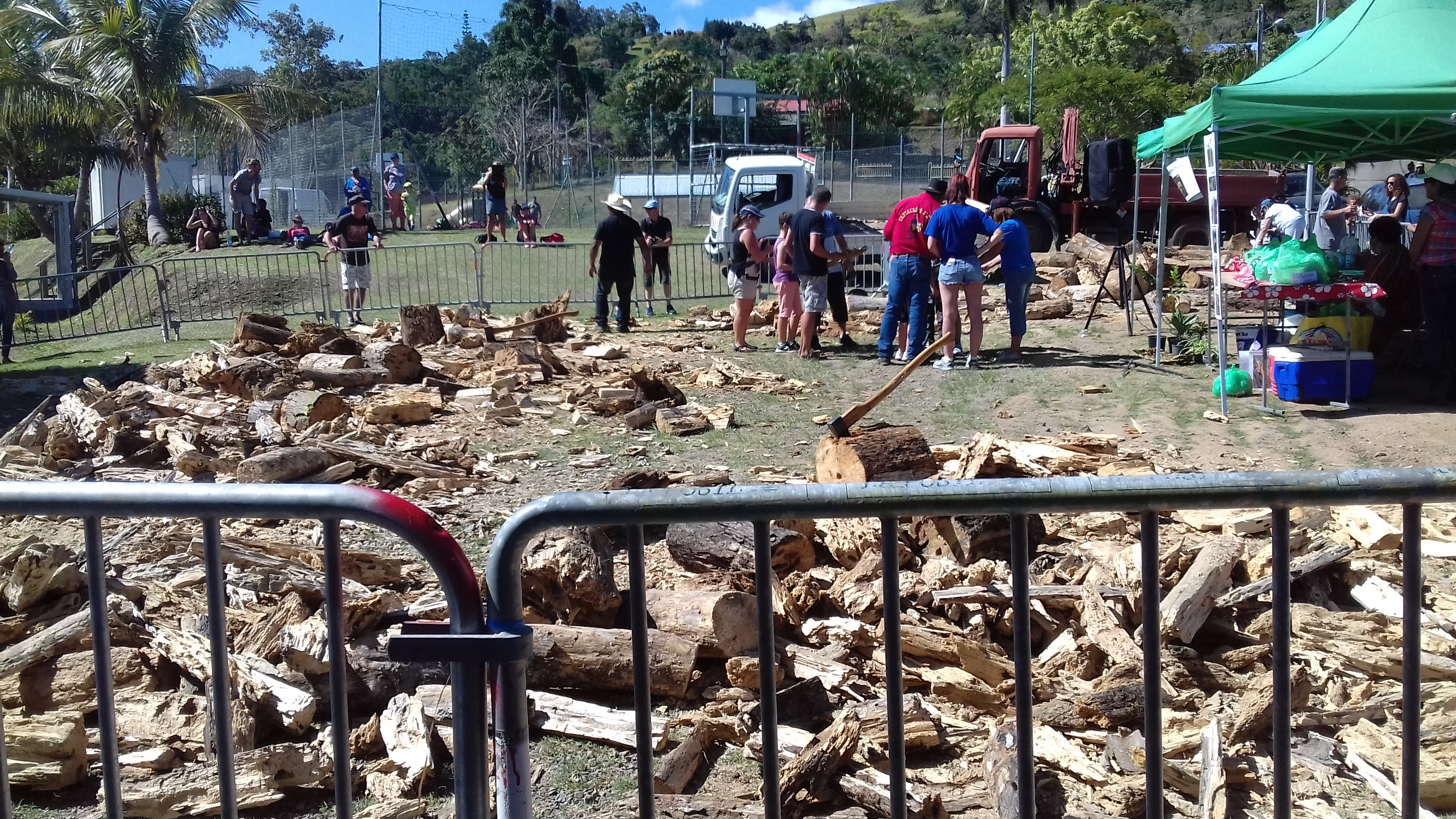
Aufspürwettbewerb beim Fest des Bancoule-Wurms in Farino

Die bekannteste kulturelle Veranstaltung von Farino ist das jährlich im September stattfindende „Fest des Lichtnussbaum-Wurms“ (Fête du Ver de Bancoule). Das ist die bis zu 8 cm lange und 2 cm dicke Larve des Käfers Agrianome fairmairei, der sich im Lichtnussbaum vergräbt. Auf dem Fest wird zunächst ein Wettbewerb im Aufstöbern der Larven in alten Holzstämmen mittels einer Axt und eines Pickels veranstaltet. Anschließend folgt die Verköstigung des „Wurms“ (immer ohne Kopf), entweder im rohen Zustand oder frittiert nach bestimmten Rezepten. Er wird auch als Nymphe oder Käfer zum Verzehr angeboten. Es gibt auf dem Fest jedoch auch Stände mit gewöhnlichen Snacks.